# Spadaccini della Nebbia
I Sette Ninja Spadaccini della Nebbia (霧の忍刀七人衆?, Kiri no shinobigatana nananin shū) sono un gruppo di personaggi immaginari della serie manga ed anime Naruto, del mangaka Masashi Kishimoto. Sono ninja del Villaggio della Nebbia, ciascuno caratterizzato dal possesso di una spada unica nel suo genere.

## Storia e caratteristiche

Il simbolo dei ninja del Villaggio della Nebbia

Gli Spadaccini della Nebbia sono un gruppo composto dai sette migliori spadaccini del Villaggio della Nebbia e il loro compito è portare a termine le missioni più pericolose e difficili affidate loro direttamente dal Mizukage. I membri cambiano generazione dopo generazione.
La prima apparizione del gruppo in ordine cronologico avviene in un flashback di Gai Maito ambientato poco tempo dopo la Terza Guerra Ninja: in questa occasione il gruppo era formato da Fuguki Suikazan, Jinin Akebino, Kushimaru Kuriarare, Raiga Kurosuki, Jūzō Biwa e altri due ninja sconosciuti. Dai Maito, padre di Gai, si sacrificò per salvare il figlio e li affrontò da solo riuscendo ad ucciderne ben quattro (Kushimaru, Jinin e i due sconosciuti, stando alle dichiarazioni di Jūzō Biwa nell'episodio 455).
La successiva generazione di spadaccini, composta da Fuguki, Akebino, Mangetsu Hozuki, Zabuza Momochi, Jinpachi Munashi, Ameyuri Ringo e Kushimaru Kuriare è considerata la più potente della storia e verrà resuscitata da Kabuto Yakushi tramite l'Edo Tensei durante la Quarta Guerra Ninja.
La maggior parte degli Spadaccini sono guerrieri spietati, sadici e crudeli. Fisicamente sono accomunati dal fatto di avere dei denti simili a quelli degli squali e di portare delle bende bianche sul collo. Nel corso degli anni diversi di essi hanno violato le leggi del Villaggio della Nebbia diventando così ninja traditori (Zabuza, Raiga, Kisame e Juzo). In occasione della Quarta Guerra Ninja l'unico spadaccino rimasto al servizio del villaggio è Chojuro.

## Membri

### Zabuza Momochi
Zabuza Momochi (桃地 再不斬?, Momochi Zabuza), soprannominato il "Demone della Nebbia" o anche Demone Zabuza, è il possessore della Mannaia decapitatrice. È un uomo dal fisico imponente che ha bocca e naso interamente coperte da bende bianche. Indossa il coprifronte girato verso sinistra e porta la sua Mannaia dietro la schiena.

La Mannaia Decapitatrice

Primo Spadaccino a comparire nel manga e nell'anime, Zabuza è un ninja traditore del Villaggio della Nebbia che divenne famoso nel mondo dei ninja quando uccise, in tenera età (9 anni), oltre cento candidati nella prova per passare al grado di genin. Il terribile atto gli fece guadagnare il soprannome di Demone del Villaggio della Nebbia e lo rese famoso in tutte e cinque le grandi nazioni. Ebbe anche un allievo, Suigetsu Hozuki, fratello del suo compagno Mangetsu e in seguito sottoposto di Orochimaru. Diventato adulto e temuto, Zabuza tentò un colpo di Stato contro l'allora Mizukage del villaggio (Yagura), ma fallì e fu costretto a fuggire, diventando un ninja traditore ed un mercenario. Durante quel periodo fece la conoscenza di Haku, un bambino dotato di un'abilità innata, l'Arte del Ghiaccio, e lo prese con sé con l'obbiettivo di trasformarlo per i suoi scopi in un'arma da guerra. All'inizio della prima serie, insieme ad Haku, Zabuza viene assoldato da Gatō con l'obiettivo di uccidere Tazuna, un costruttore di ponti del Paese delle Onde. Una missione apparentemente facile si trasforma però in una battaglia all'ultimo sangue, perché Tazuna è protetto da Kakashi Hatake, Naruto Uzumaki, Sasuke Uchiha e Sakura Haruno (il team 7). Quando Kakashi è sul punto di uccidere Zabuza il ninja della Nebbia viene salvato da Haku, che si spaccia per un ninja inseguitore incaricato di assassinarlo e ne porta via il corpo privo di sensi dopo aver inscenato la sua morte. Nel giro di una settimana si riprende dalla battaglia contro i ninja della Foglia e torna all'attacco per cercare vendetta e completare la missione.
Nella battaglia finale, Haku perisce per salvare Zabuza, che invece viene sconfitto da Kakashi. Grazie alle parole di Naruto, il Demone della Nebbia comprende quanto Haku sia stato importante per lui. Decide dunque di sacrificarsi uccidendo Gato, che nel frattempo gli aveva voltato le spalle ed aveva colpito il corpo senza vita di Haku, prima di essere sepolto insieme all'amico nel Paese delle Onde. Nella seconda serie viene resuscitato da Kabuto Yakushi con la Tecnica della Resurrezione per dare manforte all'esercito degli Zetsu dell'Organizzazione Alba contro quello dell'alleanza dei ninja. In quest'occasione ritorna in possesso della Mannaia decapitatrice e affronta di nuovo Kakashi, che lo sigilla con l'aiuto di Ensui Nara e Maki. Tornerà nel'aldilà quando la tecnica verrà annullata da Kabuto sotto l'illusione di Itachi Uchiha.
Considerato da molti uno dei più forti tra gli spadaccini della nebbia, Zabuza è dotato di una grande intelligenza ed è un esperto di strategia e tattica militare, nonché di svariate tecniche di spionaggio. È conosciuto per la sua abilità nella Tecnica dell'Omicidio Silenzioso, che, con l'ausilio della Tecnica del Velo di Nebbia, gli permette di avvicinarsi agli avversari senza farsi né vedere né sentire dai nemici, per poi ucciderli in un istante. È abile anche nelle arti magiche di tipo acquatico. Temuto con il soprannome di Demone del Villaggio della Nebbia non solo per la sua crudeltà e per le sue abilità ma anche perché è in grado di creare con il chakra dietro al suo corpo l'immagine di un demone.
Nelle classifiche di preferenza pubblicate da Shōnen Jump, alla sua prima apparizione nell'anime, Zabuza si è posizionato nella top ten, precisamente al nono posto. È doppiato da Diego Sabre.

### Chojuro
Chojuro (長十郎?, Chōjūrō) è uno dei sette Spadaccini della Nebbia, possessore di Rombosogliola, e in seguito Sesto Mizukage del Villaggio della Nebbia. È un ragazzo alto, magro, goffo, pallido e coi capelli arruffati, blu e corti. Porta degli occhiali neri, indossa sempre una maglietta a maniche lunghe blu a righe e dei pantaloni beige con macchie marroni.
Personaggio timido e insicuro (differentemente dagli altri Spadaccini della Nebbia apparsi nella serie), Chojuro fa coppia Ao per proteggere la Mizukage Mei Terumi (di cui sembra infatuato) durante l'incontro tra i cinque Kage nel Paese del Ferro. Successivamente partecipa alla quarta guerra dei ninja, affiancando prima la Mizukage nella protezione dei Daimyo di ogni Paese e poi sconfiggendo lo Zetsu Nero. In questa occasione matura il proprio carattere, diventando anche più fiducioso delle proprie capacità. Nell'epilogo della serie diventa il nuovo Mizukage del Villaggio della Nebbia.
Vista la sua scarsa presenza nella storia, le abilità di Chojuro sono quasi sconosciute. Possiede delle eccellenti doti sensoriali, una grandissima riserva di chakra, ed è molto abile con la Rombosogliola. Il suo nome (長十郎), come quello di tutti i Sette Spadaccini della Nebbia, si riferisce ad una coltivazione e significa "pera asiatica". È doppiato da Andrea Oldani.

### Mangetsu Hozuki
Mangetsu Hozuki (鬼灯 満月?, Hōzuki Mangetsu), soprannominato "La reincarnazione di Zabuza" è il fratello maggiore di Suigetsu Hozuki, oltre che membro degli spadaccini della Nebbia. Non si conosce molto sul personaggio ma, a detta di Suigetsu, sappiamo che egli aspirava a diventare uno dei sette spadaccini della Nebbia. Mangetsu riuscì a diventare membro del gruppo, ma morì successivamente per cause ignote. In un'occasione Kisame Hoshigaki fa notare a Suigetsu la differenza tra lui e suo fratello maggiore. Kisame, infatti, afferma che Mangetsu era meno arrogante e avventato del fratello minore. Nella seconda serie viene resuscitato da Kabuto Yakushi con la Tecnica della Resurrezione per dare manforte all'esercito degli Zetsu dell'Organizzazione Alba contro quello dell'alleanza dei ninja.
Come Suigetsu, anche Mangetsu, in quanto membro del Clan Hozuki, ha il potere di fondersi con l'acqua e manovrarla a suo piacimento senza lo spreco di chakra sia per attaccare sia per difendersi. Per questo ha un costante bisogno di bere acqua. Stando alle informazioni del fratello Suigetsu, Mangetsu è stato l'unico spadaccino del Villaggio della Nebbia a padroneggiare tutti gli stili di combattimento del gruppo. Inoltre, andando per esclusione, fu probabilmente il leader del gruppo dei sette spadaccini (viste le sue abilità e la capacità di usare tutte le spade) e, inoltre, il precedente possessore delle Spade gemelle di Choujuro, poiché al momento della sua comparsa è l'unico spadaccino a non avere una spada in mano (tralasciando Fuguki Suikazan, precedente possessore di Samehada). Il suo nome significa letteralmente "luna piena".

### Fuguki Suikazan
Fuguki Suizakan (西瓜山河豚鬼?, Fuguki Suizakan) è uno dei sette Spadaccini della Nebbia, possessore della Pelle di Squalo, oltre che maestro di Kisame Hoshigaki. È un ninja perlopiù in sovrappeso e di grossa stazza e altezza, aveva gli occhi piccoli come Kisame, capelli arancioni e come tutti i membri degli spadaccini conosciuti i denti aguzzi.

Lo spadone Pelle di Squalo

Fu il capo della squadra assassina del Villaggio della Nebbia. Venne ucciso, per conto di Yagura (controllato da Obito Uchiha), dal suo allievo Kisame, il quale gli succedette come nuovo Spadaccino della Nebbia. Nella seconda serie viene resuscitato da Kabuto Yakushi con la Tecnica della Resurrezione per dare manforte all'esercito degli Zetsu dell'Organizzazione Alba contro quello dell'alleanza dei ninja. In quest'occasione viene sconfitto da Kakashi Hatake e sigillato da Sai. È doppiato da Minoru Hirota e in italiano da Marco Balzarotti (ep. 251) e Riccardo Rovatti (ep. 285).

### Kushimaru Kuriarare
Kushimaru Kuriarare (栗霰 串丸?, Kuriarare Kushimaru) è uno dei sette Spadaccini della Nebbia, possessore della spada Ago da Cucito. Mentre nel manga il suo passato è sconosciuto, nell'anime ne viene fatto un accenno da Kakashi Hatake, secondo il quale Kushimaru è famoso, come quasi tutti gli altri spadaccini, per avere commesso numerosi crimini efferati, compresa l'uccisione del suo maestro. Sempre nell'anime, stando alle dichiarazioni di Juzo, Kushimaru è stato uno dei quattro spadaccini della Nebbia uccisi da Dai Maito, padre di Gai Maito. Nella seconda serie viene resuscitato da Kabuto Yakushi con la Tecnica della Resurrezione per dare manforte all'esercito degli Zetsu dell'Organizzazione Alba contro quello dell'alleanza dei ninja. In quest'occasione, ma solo nell'anime, viene sconfitto e sigillato, con il compagno Jinpachi, da Kakashi Hatake e Gai Maito. Il suo nome significa letteralmente "spiedo". È doppiato da Kanji Shirokuma e Francesco Mei.

### Jinpachi Munashi
Jinpachi Munashi (無梨 甚八?, Munashi Jinpachi) è uno dei sette Spadaccini della Nebbia, possessore della spada Spruzzo. Mentre nel manga il suo passato è sconosciuto, nell'anime ne viene fatto un accenno da Kakashi Hatake, secondo il quale Jinpachi è famoso, come quasi tutti gli altri spadaccini, per aver commesso numerosi crimini efferati, compreso l'omicidio del suo fratello maggiore. Nella seconda serie viene resuscitato da Kabuto Yakushi con la Tecnica della Resurrezione per dare manforte all'esercito degli Zetsu dell'Organizzazione Alba contro quello dell'alleanza dei ninja. In quest'occasione, ma solo nell'anime, viene sconfitto e sigillato, con il compagno Kushimaru, da Kakashi Hatake e Gai Maito. È doppiato da Dai Matsumoto e Emiliano Reggente.

### Jinin Akebino
Jinin Akebino (餌人 通草野?, Akebino Jinin) è uno dei sette Spadaccini della Nebbia, possessore delle Scure Spaccaelmo. Nell'anime, stando alle dichiarazioni di Juzo, Jinin è stato uno dei quattro spadaccini della Nebbia uccisi da Dai Maito, padre di Gai Maito. Nella seconda serie viene resuscitato da Kabuto Yakushi con la Tecnica della Resurrezione per dare manforte all'esercito degli Zetsu dell'Organizzazione Alba contro quello dell'alleanza dei ninja. In quest'occasione, ma solo nell'anime, viene sconfitto e sigillato Ensui Nara e Sai. È doppiato da Hidenari Ugaki e Andrea Bolognini.

### Raiga Kurosuki

Maschera ANBU di Raiga

Raiga Kurosuki (黒鋤 雷牙?, Kurosuki Raiga) è uno dei sette Spadaccini della Nebbia, possessore di Zanne o Gladi del Fulmine. Viene introdotto nell'anime della prima serie e successivamente, sebbene in un'unica vignetta, nel manga della seconda serie. Membro del clan Kurosuki, Raiga è un personaggio molto controverso che ha la passione dei funerali: gode infatti nel seppellire le persone vive, piangendo poi per la loro "scomparsa". Ninja traditore e migliore amico di Ranmaru, un bambino malato dotato di una potente abilità oculare, Raiga si stabilisce nelle miniere di Kinzan, imponendo con forza la sua autorità sugli abitanti del luogo. Questi, desiderosi di liberarsi di Raiga, ingaggiano i ninja del Villaggio della Foglia che affrontano lo spadaccino. Nella battaglia finale, Ranmaru, passato dalla parte dei ninja della Foglia, cerca di convincere Raiga ad arrendersi. Lo spadaccino, conscio di essere stato abbandonato dal suo più caro amico, decide di suicidarsi con uno dei suoi fulmini. È doppiato da Keiji Fujiwara e Giorgio Bonino.

### Ameyuri Ringo

Le spade Zanne

Ameyuri Ringo (林檎 雨由利?, Ringo Ameyuri) è l'unica donna conosciuta nei sette Spadaccini della Nebbia, possessore delle Gladi del Fulmine. Mentre nel manga il suo passato è sconosciuto, nell'anime rivela di essere morta a causa di una malattia incurabile. Nella seconda serie viene resuscitata da Kabuto Yakushi con la Tecnica della Resurrezione per dare manforte all'esercito degli Zetsu dell'Organizzazione Alba contro quello dell'alleanza dei ninja. In quest'occasione, ma solo nell'anime, combatte contro Omoi, che riesce, con uno stratagemma, ad attirarla e intrappolarla in una palude senza fondo. Prima di essere totalmente sepolta, la spadaccina gli donerà i suoi Gladi del Fulmine, come premio per averla sconfitta. È doppiata da Seiko Tamura e Veronica Puccio.

### Jūzō Biwa
Jūzō Biwa (枇杷十蔵?, Biwa Jūzō) è uno dei sette Spadaccini della Nebbia, possessore della Mannaia decapitatrice prima di Zabuza Momochi. Mentre nel manga il suo passato è sconosciuto, nell'anime si scopre che disertò il Villaggio della Nebbia e si arruolò nell'Organizzazione Alba, diventando il primo partner di Itachi Uchiha. Morì durante una missione nel suo villaggio natale, durante il combattimento con Yagura, il Quarto Mizukage. È doppiato da Kōsuke Gotō.

### I nuovi Spadaccini della Nebbia
Nell'anime di Boruto e nel romanzo Cronache di una gita tumultuosa! (修学旅行血風録?, Shūgakuryokō Keppūroku), Shizuma Hoshigaki crea un nuovo gruppo di spadaccini denominati i Nuovi Spadaccini della Nebbia (新・忍刀七人衆?, Shin Shinobigatana Shichininshū) con lo scopo di far tornare il Villaggio della Nebbia ai tempi in cui era conosciuto come "Nebbia insanguinata" e di attuare un colpo di Stato per rovesciare il Sesto Mizukage e sostituirlo con Kagura Karatachi.

#### Shizuma Hoshigaki
Shizuma Hoshigaki (干柿屍澄真?, Hoshigaki Shizuma) è un membro del Clan Hoshigaki, nonché fondatore dei nuovi Spadaccini della Nebbia e ultimo possessore della Pelle di Squalo. Con l'obbiettivo di dare vita ad un colpo di Stato per rovesciare il Sesto Mizukage e sostituirlo con Kagura, Shizuma pianifica di distruggere i rapporti di pace tra la Nebbia e la Foglia uccidendo il figlio dell'Hokage, Boruto Uzumaki. Nello scontro finale, Shizuma si fonde con la Pelle di Squalo per incrementare il suo potere, ma viene sconfitto da Kagura e Boruto.

#### Kagura Karatachi
Kagura Karatachi (枸橘かぐら?, Karatachi Kagura) è il nipote del Quarto Mizukage, Yagura Karatachi, nonché ultimo possessore di Rombosogliola. Cresciuto all'ombra del nonno, figura temuta da tutti, Kagura vive un'infanzia difficile e alla ricerca di approvazione. Guadagna la fiducia del Sesto Mizukage, Chojuro, che gli offre non solo la possibilità di ereditare Rombosogliola, ma anche di succedergli come Kage. Manipolato da Shizuma, Kagura partecipa al colpo di Stato contro Chojuro, salvo poi redimersi e sconfiggere Shizuma con l'aiuto di Boruto. Tempo dopo, Kagura perde la vita durante la guerra contro il clan Funato.

#### Kyohō Fuefuki
Kyohō Fuefuki (笛吹巨峰?, Fuefuki Kyohō) è un ninja mascherato, nonché ultimo possessore delle Scure Spaccaelmo. Decide di unirsi a Shizuma per scatenare un colpo di Stato al Villaggio della Nebbia, ma viene sconfitto e catturato. Tempo dopo, ormai redento, aiuta Kagura nella guerra contro il clan Funato.

#### Hebiichigo
Hebiichigo (蛇苺?) è l'ultima posseditrice della spada Ago da Cucito.  Decide di unirsi a Shizuma per scatenare un colpo di Stato al Villaggio della Nebbia, ma viene sconfitta e catturata. Tempo dopo, ormai redenta, aiuta Kagura nella guerra contro il clan Funato, perdendo la vita.

#### Buntan Kurosuki
Buntan Kurosuki (黒鋤文淡?, Kurosuki Buntan) è la figlia di Raiga Korosuki e, come il padre, possiede Zanne. Decide di unirsi a Shizuma per scatenare un colpo di Stato al Villaggio della Nebbia, ma viene sconfitta e catturata. Tempo dopo, ormai redenta, aiuta Kagura nella guerra contro il clan Funato.

#### Ichirōta Oniyuzu
Ichirōta Oniyuzu (鬼柚子一朗太?, Oniyuzu Ichirōta) è l'ultimo possessore della spada Spruzzo. Decide di unirsi a Shizuma per scatenare un colpo di Stato al Villaggio della Nebbia, ma viene sconfitto e catturato.

#### Hassaku Onomichi
Hassaku Onomichi (尾道八朔?, Onomichi Hassaku) è l'ultimo possessore della Mannaia decapitatrice. Decide di unirsi a Shizuma per scatenare un colpo di Stato al Villaggio della Nebbia, ma viene sconfitto e catturato.